# Ritratto di Madonna
Ritratto di Madonna (Portrait of a Madonna) è un atto unico di Tennessee Williams scritto nel 1941.

## Trama
La non più giovanissima Miss Lucretia Collins non è mai riuscita a dimenticare Richard, il fidanzato della sua gioventù. Ogni notte crede che l'uomo si intrufoli in camera sua per approfittarsi di lei e tenta di denunciare l'accaduto all'amministratore del palazzo. Tuttavia, diventa evidente che la visita di Richard non sia altro che un'allucinazione della donna e l'amministratore la fa ricoverare in un ospedale psichiatrico.

## Genesi e debutto
Tennessee Williams scrisse Ritratto di Madonna e altri atti unici nel 1941, dopo aver ricevuto un prestito dall'amico Hume Cronyn. Williams avrebbe rimaneggiato il copione (intitolato Port Mad e poi The Leafless Block) per diversi anni e solo nel 1944 gli avrebbe dato il suo titolo finale, Portrait of a Madonna. L'opera ebbe il suo debutto a Los Angeles nel 1947, con Cronym alla regia e Jessica Tandy nel ruolo di Lucretia Collins. La pièce viene considerata dalla critica come una sorta di "prima stesura" di quello che diventerà uno dei capolavori di Williams, Un tram che si chiama Desiderio: entrambi i drammi hanno infatti per protagonista una donna mentalmente fragile e ossessionata da un passato romantico ormai irrecuperabile. Dopo aver visto Jessica Tandy nel ruolo di Miss Collins, Williams la scelse personalmente per interpretare la protagonista Blanche DuBois nella prima di Un tram che si chiama Desiderio.

## Il dramma in Italia
La pièce ebbe la sua prima italiana nel 1949 al Teatro Comunale di Firenze con la regia di Luciano Lucignani e Adriana Sivieri nel ruolo della protagonista: per l'occasione il titolo fu tradotto come Il misterioso intruso. La censura infatti aveva proibitò una traduzione letterale del titolo inglese, ritenendo l'accostamento della protagonista alla Madonna blasfemo e irriverente. La compagnia rifiutò il titolo alternativo di Ritratto di donna e scelse quindi Il misterioso intruso, un riferimento alle immaginarie visitie di Richard a Lucretia. Visto il piccolo numero di attori coinvolti e la brevità del testo, la pièce ebbe un immediato successo tra compagnie con un cast ridotto e nei dodici anni dal debutto italiano si contano allestimenti a Roma e Bergamo (1954), Alessandria (1958), Milano (1959) e Messina, Pavia, Livorno e Bologna nel 1960. 
Un allestimento particolarmente apprezzato andò in scena al Teatro Gerolamo di Milano nel maggio 1958, con la regia di Enzo Ferrieri, Lilla Brignone nel ruolo di Lucrezia e con il titolo originale finalmente ripristinato.

## Edizioni
Ritratto di Madonna è contenuto nelle seguenti raccolte di atti unici di Williams:
- I blues, trad. Gerardo Guerrieri, Einaudi 1959 («Collezione di teatro» n. 70)
- Teatro, trad. Gerardo Guerrieri, Einaudi 1963 («Supercoralli»)